# Ý
Ý hay Italia (phát âm tiếng Ý: [iˈtaːlja]), tên chính thức là Cộng hòa Ý hay Cộng hòa Italia (tiếng Ý: Repubblica Italiana) là một quốc gia tại châu Âu, thường được xếp vào khối Nam Âu hoặc Tây Âu. Lãnh thổ Ý gồm bán đảo Ý vươn ra phần trung tâm của Địa Trung Hải, hai đảo lớn nhất là Sicilia và Sardegna. Dãy Anpơ giới hạn phần lãnh thổ phía Bắc của Ý, tạo thành biên giới trên bộ với Pháp, Thụy Sĩ, Áo, Slovenia, trong khi San Marino và Thành Vatican nằm lọt trong nước cộng hòa. Ý có diện tích là 301.339 km², và phần lớn có khí hậu ôn đới theo mùa và Địa Trung Hải. Do hình dạng lãnh thổ, Ý thường được ví như lo Stivale (chiếc ủng). Dân số Ý đạt 60.184.639 người (2021), là quốc gia đông dân thứ ba trong Liên minh châu Âu, đông dân thứ 5 châu Âu, thứ 25 thế giới. Thủ đô của Ý là Roma, các vùng đô thị lớn khác là Milano, Napoli, Torino, Palermo, Bologna, Firenze, Genova, và Venezia.
Đến thế kỷ I TCN, Đế quốc La Mã nổi lên thành thế lực chi phối tại bồn địa Địa Trung Hải, và Italia trở thành trung tâm lãnh đạo về văn hoá, chính trị và tôn giáo của văn minh phương Tây trong thời kỳ cổ đại. Di sản của đế quốc này được phổ biến và có thể nhận thấy trong hệ thống dân luật, thể chế cộng hoà, Cơ Đốc giáo và hệ chữ Latinh trên toàn cầu. Đến sơ kỳ Trung cổ, xã hội - chính trị Ý sụp đổ trong quá trình người man di xâm lăng, song đến thế kỷ XI, nhiều thành bang và nước cộng hoà hàng hải, chủ yếu tại miền bắc và miền trung Ý, trở nên rất thịnh vượng nhờ chuyên chở đường biển, thương mại và ngân hàng, đặt nền tảng cho tư bản chủ nghĩa hiện đại. Tuy nhiên, một phần lớn miền Trung Ý duy trì dưới quyền kiểm soát của Lãnh địa Giáo hoàng, còn miền Nam Ý liên tục bị các thế lực bên ngoài chinh phục. Phục Hưng bắt đầu tại Ý và được truyền bá đến phần còn lại của châu Âu. Văn hoá Ý hưng thịnh trong thời kỳ này, sản sinh các học giả, nghệ sĩ và nhà bác học nổi tiếng. Các nhà thám hiểm người Ý như Marco Polo và Cristoforo Colombo khám phá các tuyến đường mới đến Viễn Đông và Tân Thế giới. Tuy vậy, sức mạnh thương mại và chính trị của Ý suy yếu đáng kể khi các tuyến hàng hải xuyên Đại Tây Dương và sang Ấn Độ Dương không đi qua Địa Trung Hải.
Các cuộc chiến tranh Ý trong thế kỷ XV và thế kỷ XVI khiến các thành bang Ý kiệt sức. Các quốc gia Ý đã suy yếu này nhanh chóng bị các cường quốc châu Âu chinh phục và thuộc địa hoá, như Pháp, Tây Ban Nha và Áo. Đến giữa thế kỷ XIX, nổi lên phong trào ủng hộ chủ nghĩa dân tộc Ý và độc lập khỏi quyền cai trị ngoại bang. Ý cuối cùng thống nhất vào năm 1861, trở thành một đại cường quốc sau nhiều thế kỷ. Từ cuối thế kỷ XIX đến đầu thế kỷ XX, Vương quốc Ý nhanh chóng tiến hành công nghiệp hoá và trở thành một đế quốc thực dân, song chủ yếu là tại miền Bắc, trong khi miền Nam phần lớn bị loại trừ khỏi quá trình này. Ý là nước chiến thắng chính trong Chiến tranh thế giới thứ nhất, song vương quốc lâm vào một giai đoạn khủng hoảng kinh tế và rối loạn xã hội, mở đường cho chủ nghĩa phát xít nổi lên vào năm 1922. Ý tham gia Chiến tranh thế giới thứ hai bên phe Trục và kết quả là thất bại về quân sự, kinh tế bị tàn phá và nội chiến. Sau chiến tranh, Ý bãi bỏ chế độ quân chủ, khôi phục nền dân chủ, đạt được tốc độ phát triển kinh tế nhanh chóng suốt một thời gian dài, và trở thành một nền kinh tế tiên tiến với quy mô lớn dù có các giai đoạn náo động về chính trị.
Ngày nay, Ý là một cường quốc với nền kinh tế công nghiệp phát triển, có GDP lớn thứ 3 trong khu vực đồng Euro, đứng hạng 8 thế giới và được xếp hạng rất cao về chỉ số phát triển con người cũng như bình quân tuổi thọ. Ý tham gia sáng lập Liên minh châu Âu và là thành viên của các tổ chức quốc tế lớn như Liên Hợp Quốc, NATO, OECD, Ủy hội châu Âu, Hội đồng châu Âu, Khu vực Schengen, Câu lạc bộ Paris, OSCE, WTO, G7, G8, G20, Liên minh Địa Trung Hải,... Ý sở hữu 55 di sản thế giới UNESCO, thuộc nhóm nhiều nhất thế giới.

### Tiền sử và cổ đại

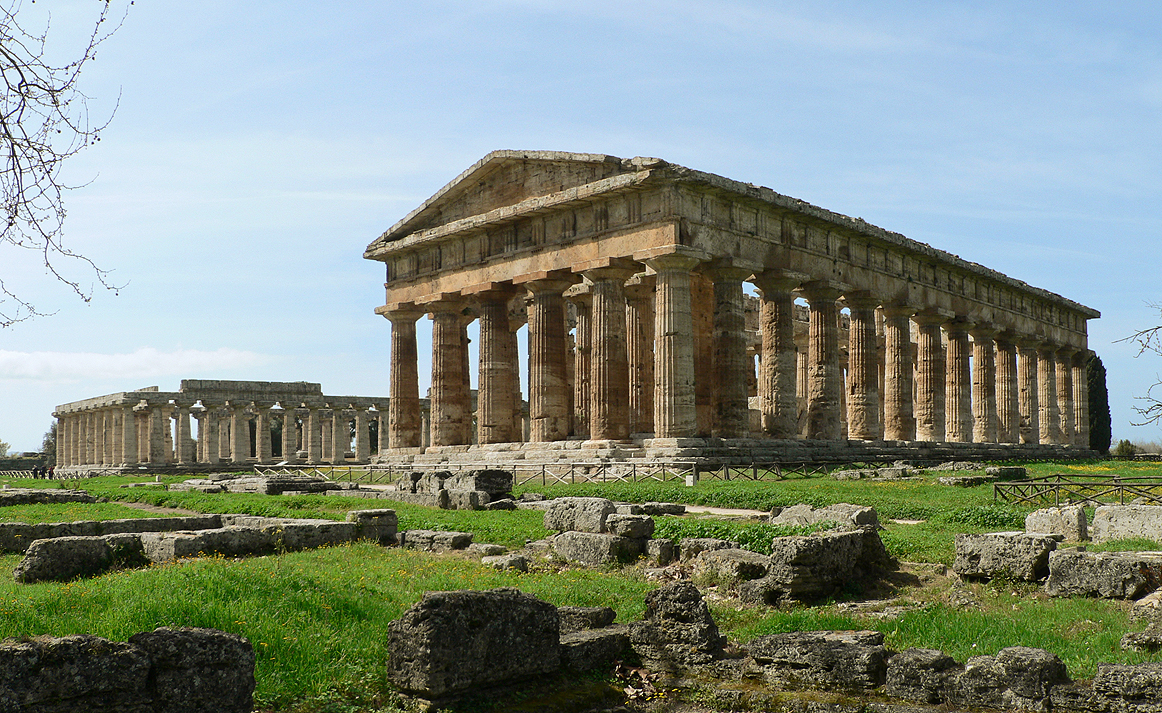
Đền thờ Hera tại Paestum, nằm trong số các đền thờ Doric lớn nhất và được bảo quản tốt nhất trên thế giới

### La Mã cổ đại

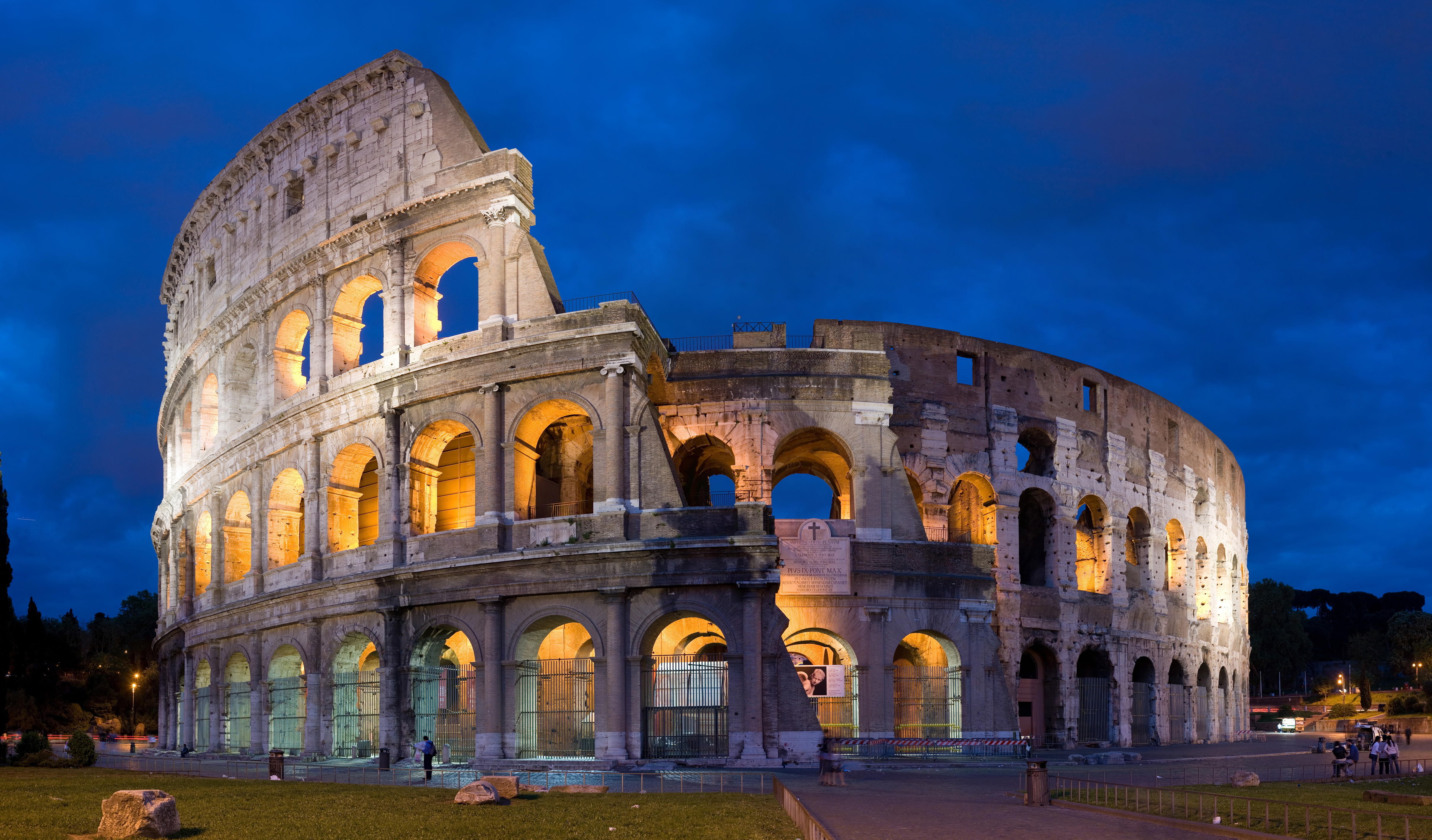
Đấu trường La Mã (Colosseum) tại Roma, được xây vào khoảng năm 70-80 CN, được nhận định là một trong những công trình vĩ đại nhất về kiến trúc và kỹ thuật của lịch sử cổ đại

### Cận đại

Các quốc gia Ý trước khi bắt đầu Các cuộc chiến tranh Ý vào năm 1494.

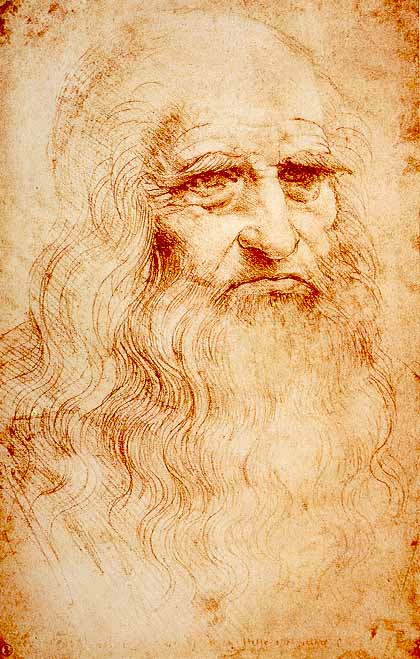
Leonardo da Vinci là một nhà bác học thời kỳ Phục hưng, ảnh tự hoạ của ông vào khoảng năm 1512.

### Thống nhất

Bản đồ ảnh động về quá trình thống nhất nước Ý, từ 1829 đến 1871

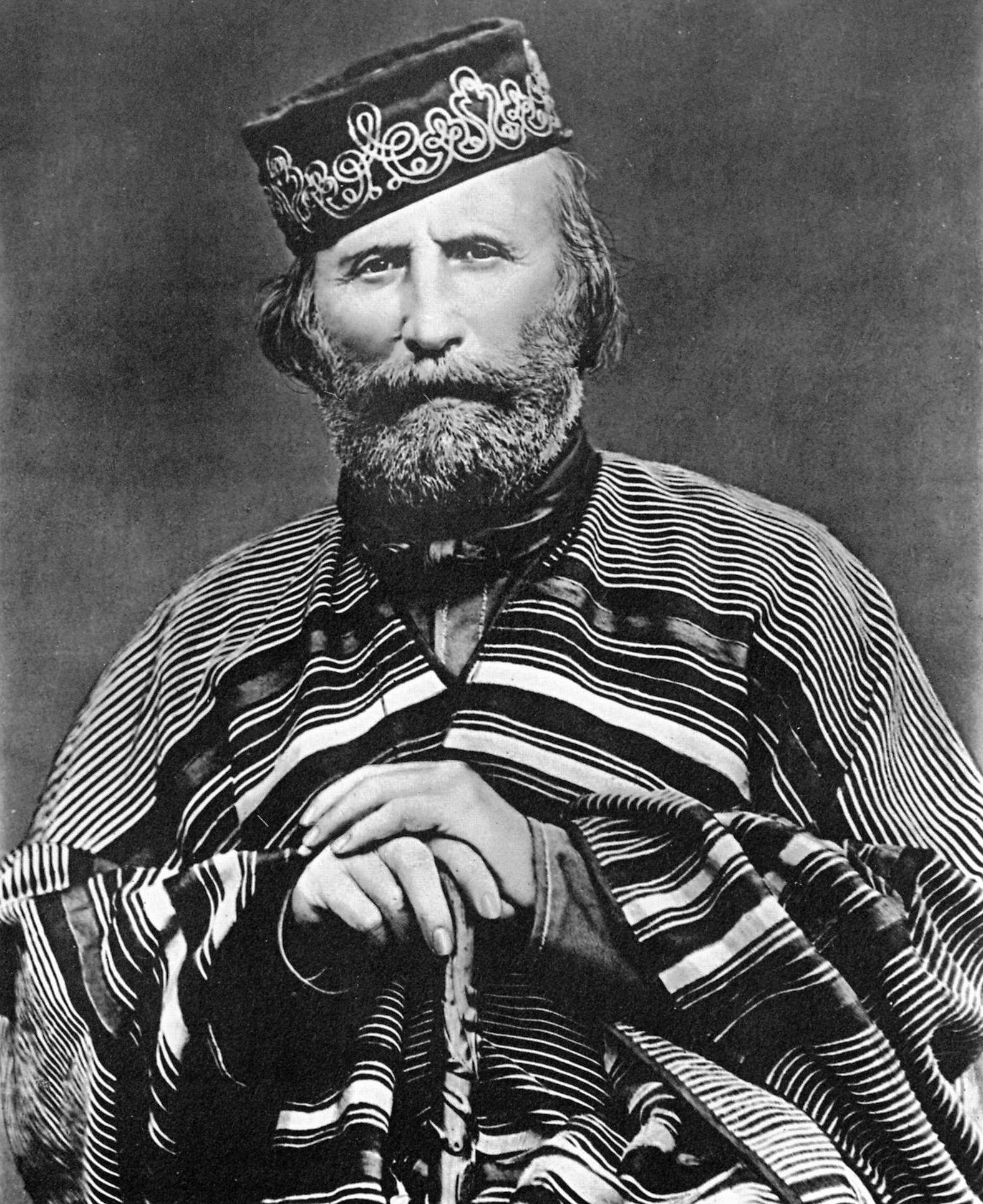
Giuseppe Garibaldi được cho là một trong các tướng lĩnh vĩ đại nhất vào thời hiện đại, và là một trong "các ông tổ của tổ quốc" của Ý, được mệnh danh là Anh hùng của hai thế giới

### Phát xít

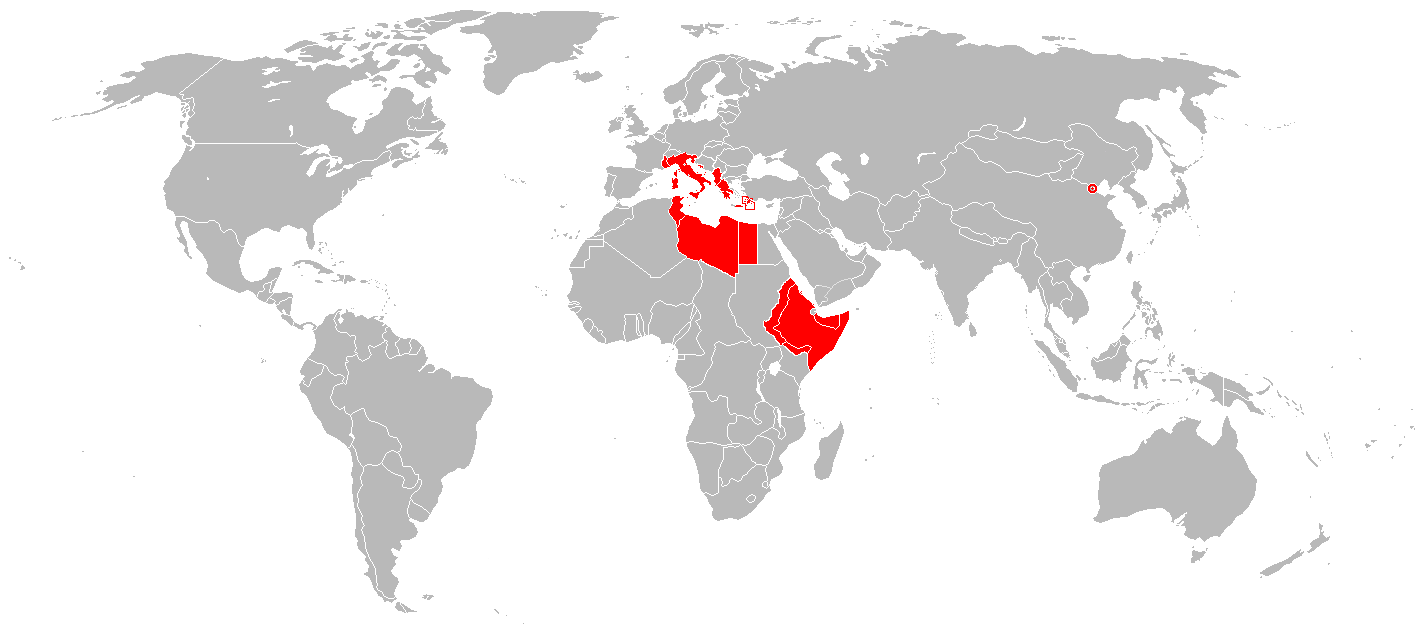
Phạm vi tối đa của Đế quốc Ý (1940-43)

### Cộng hoà Ý

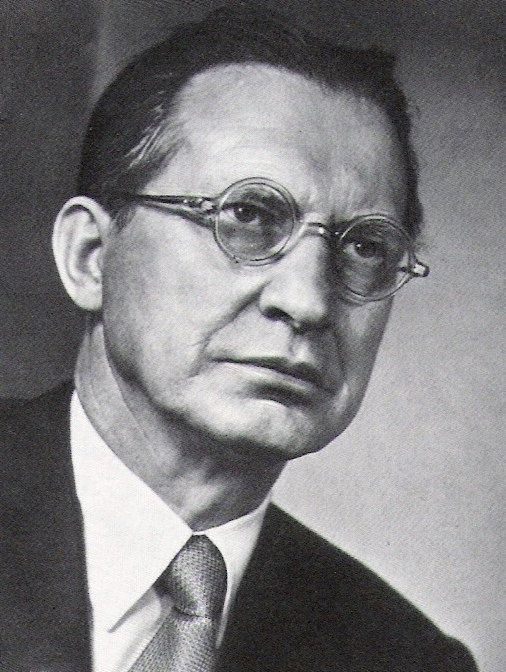
Alcide De Gasperi là thủ tướng Ý đầu tiên dưới chế độ cộng hoà, và là một trong những người sáng lập Liên minh châu Âu

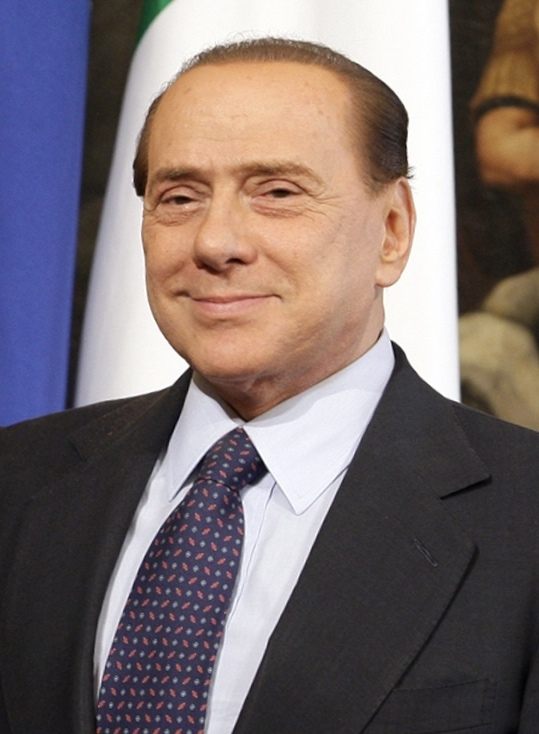
Silvio Berlusconi là một tài phiệt truyền thông và từng giữ chức thủ tướng Ý trong bốn chính phủ.

## Địa lý

Bản đồ địa hình Ý

### Môi trường

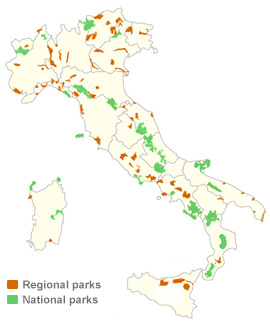
Các công viên quốc gia (lục) và khu vực (cam) tại Ý

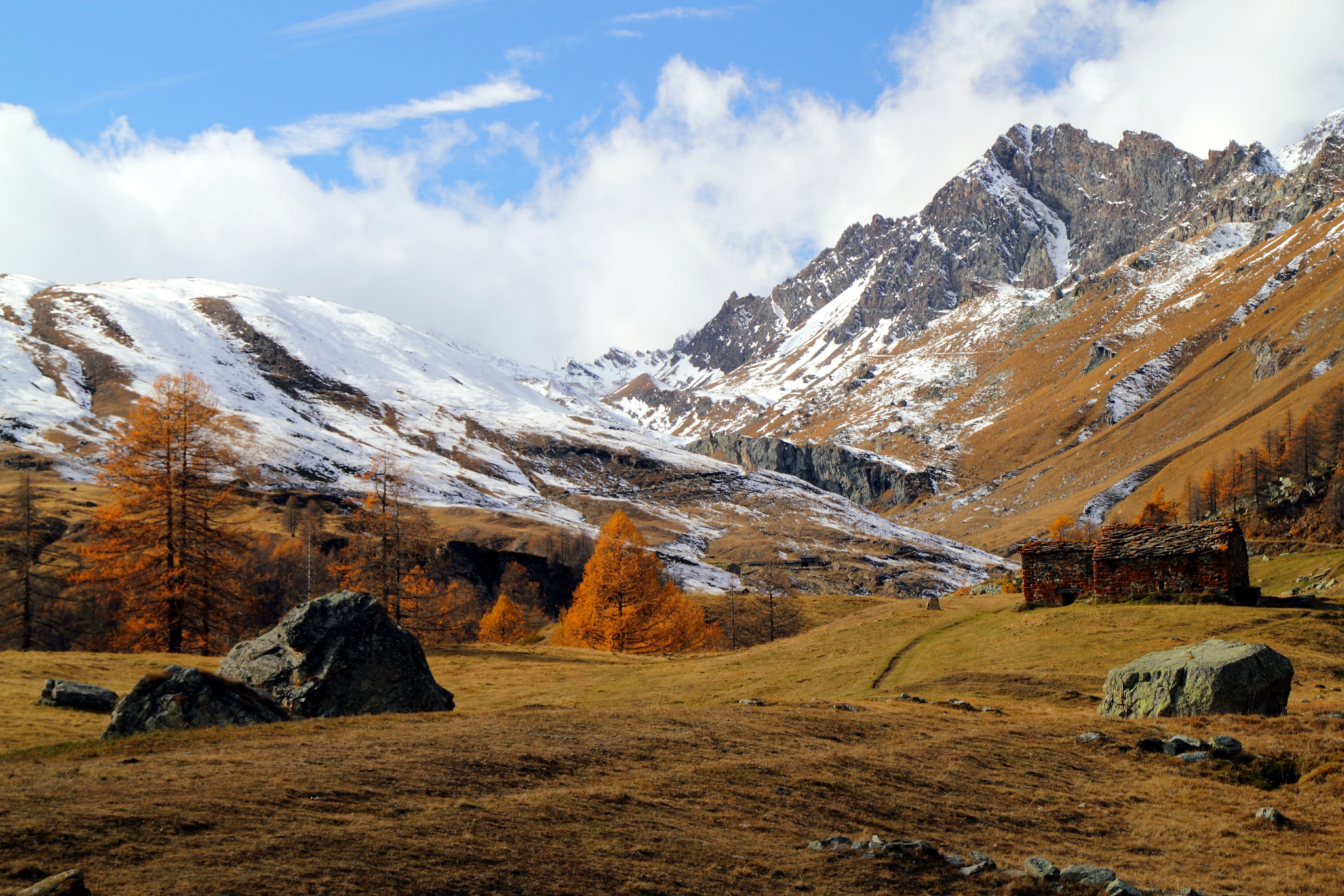
Gran Paradiso là công viên quốc gia lâu năm nhất của Ý

## Từ nguyên